# Etiopía en los Juegos Olímpicos de Río de Janeiro 2016
Etiopía estuvo representada en los Juegos Olímpicos de Río de Janeiro 2016 por un total de 35 deportistas que compitieron en 3 deportes. Responsable del equipo olímpico es el Comité Olímpico Etíope, así como las federaciones deportivas nacionales de cada deporte con participación.
El portador de la bandera en la ceremonia de apertura fue el ciclista Tsgabu Grmai.

## Medallistas
El equipo olímpico de Etiopía obtuvo las siguientes medallas:
| Nombre          | Deporte   | Competición |
| --------------- | --------- | ----------- |
| Oro             |           |             |
| Almaz Ayana     | Atletismo | 10 000 m F  |
| Plata           |           |             |
| Genzebe Dibaba  | Atletismo | 1500 F      |
| Feyisa Lilesa   | Atletismo | Maratón M   |
| Bronce          |           |             |
| Tirunesh Dibaba | Atletismo | 10 000 m F  |
| Tamirat Tola    | Atletismo | 10 000 m M  |
| Mare Dibaba     | Atletismo | Maratón F   |
| Almaz Ayana     | Atletismo | 5 000 m F   |
| Hagos Gebrhiwet | Atletismo | 5 000 m M   |